# Euderomphale callunae
Euderomphale callunae är en stekelart som beskrevs av Erdös 1966. Euderomphale callunae ingår i släktet Euderomphale, och familjen finglanssteklar. Arten är reproducerande i Sverige.